# Michael Hutchence
Michael Hutchence, est un auteur-compositeur-interprète, musicien et acteur australien, né le 22 janvier 1960 à Sydney, et mort le 22 novembre 1997 dans la même ville.
Il était le chanteur et parolier du groupe INXS, de la formation du groupe jusqu'à sa mort.

## Biographie

### Jeunesse
Michael Hutchence naît le 22 janvier 1960 à Sydney. Il est le fils de Kelland « Kell » Hutchence (1924-2002), homme d'affaires, et de Patricia Kennedy (1929-2010), une maquilleuse de cinéma. Il est d'origine irlandaise du côté de sa mère, son grand-père venant du comté de Cork. Il a un frère cadet, Rhett Hutchence (né en 1962), et une demi-sœur Tina, née du premier mariage de sa mère. La famille déménage à Brisbane, où Rhett voit le jour. À quatre ans, Michael Hutchence déménage à Hong Kong, son père ayant pris un travail dans une société de négoce australienne. Lui et son frère fréquentent alors une école anglaise a Kowloon Tong. Durant sa vie à Hong Kong, Michael montre beaucoup de talent pour la natation et aurait pu envisager une carrière de nageur s'il ne s'était pas cassé les bras. Il commence à montrer des intérêts pour la poésie et interprète sa première chanson dans un magasin de jouets local au début de son adolescence.
En 1972, les Hutchence retournent à Sydney ; Michael a douze ans. Le jeune Michael étudie à la Davidson High School où il rencontre Andrew Farriss. Ils deviennent bons amis. À cette époque, Hutchence et Farriss passent beaucoup de temps à jouer de la musique dans le garage des frères Farriss : Andrew et ses deux frères, Tim et Jon. Andrew convainc ensuite Michael de rejoindre son groupe, Doctor Dolphin, aux côtés de deux camarades de classe, Kent Kerny et Neil Sanders. Garry Beers (futur bassiste d'INXS) et Geoff Kennelly (batteur) les rejoignent. Venant d'un autre lycée, Beers et Kennelly rejoignent la Davidson High School et les garçons envisagent sérieusement l'idée de créer un « vrai » groupe. Kelland et Patricia se séparent en 1975, quand Michael a quinze ans, et l'année suivante, il vit avec sa mère et sa demi-sœur en Californie. Il retourne plus tard en Australie avec sa mère.
En 1977, un nouveau groupe, The Farriss Brothers, est formé par Tim Farriss (guitare), Andrew (clavier) et le plus jeune des frères Jon (batterie), qui n'a que seize ans. Michael, incité par Andrew, les rejoint au chant. Beers complète le groupe à la basse. Tim amène quant à lui Kirk Pengilly, qui joue de la guitare et du saxophone. Le groupe fait ses débuts le 16 août 1977 à Whale Beach, à 40 km au nord de Sydney.
En 1978, les parents des Farriss s'installent à Perth en emmenant Jon, qui est alors encore au lycée.

### Carrière

#### Débuts
Les frères Farriss, Beers, Hutchence, Kerny, Sanders et Kennelly se produisent brièvement sous le nom The Vegetables, en chantant We Are The Vegetables. Dix mois après, ils retournent à Sydney où ils enregistrent un ensemble de démos. The Farriss Brothers soutiennent régulièrement leurs compatriotes de Midnight Oil. Ils sont rebaptisés INXS en 1979. Leur première représentation sous ce nouveau nom a lieu le 1er septembre à l'hôtel Oceanview à Toukley (à environ 107 km au nord de Sydney). En mai 1980, le groupe sort son premier single, Simple Simon / We Are The Vegetables, suivi de leur premier album éponyme. Leur premier succès Just Keep Walking, est au Top 40 des hits australiens cette année-là.
Hutchence devient le principal porte-parole du groupe. Il co-écrit presque toutes les chansons avec Andrew Farriss, qui a attribué son propre succès au « génie » de Michael.
Selon Hutchence, « La plupart des chansons de Underneath the Colours ont été écrites dans un laps de temps relativement court. La plupart des groupes tremblent à l'idée d'avoir vingt ans pour écrire leur premier album et quatre jours pour écrire leur deuxième. Pour nous, cependant, c'était bon. Cela nous laissait moins de place pour toutes sortes de tangentes. » Peu après la fin des sessions d'enregistrement pour Underneath the Colours (produit par Richard Clapton, chanteur et producteur australien), les membres du groupe commencent à travailler sur des projets externes. Hutchence enregistre Speed Kills, écrit par Don Walker du groupe australien Cold Chisel, pour la bande sonore du film Freedom (1982), réalisé par Scott Hicks. C'était le premier solo de Hutchence.

#### Célébrité et carrière d'acteur
En mars 1985, après qu'INXS a enregistré l'album The Swing (1984), WEA sort la version australienne de Dekadance, une cassette en édition limitée de six titres comprenant des remixes de l'album. La cassette comprend également le hit Jackson une reprise de Nancy Sinatra et de Lee Hazlewood que Hutchence chante en duo avec Jenny Morris, une choriste qui les suit durant le Listen Like Thieves World Tour et chante sur Burn for You, notamment. L'EP atteint la seconde place du Kent Music Report Albums Chart.
Le 19 mai 1984, INXS remporte sept prix lors de la cérémonie des Countdown Music and Video Awards, dont « Meilleur auteur-compositeur » pour Hutchence et Andrew Farriss, et « Artiste masculin le plus populaire » pour Hutchence. Ils interprètent Burn for You et Jackson, chantée par Michael et Jenny. INXS participe au concert Oz for Africa à Sydney avec cinq chansons, en conjonction avec le concert Live Aid à Londres, organisé par le musicien irlandais Bob Geldof. Deux de leurs chansons, What You Need et Don't Change sont contenues dans le coffret du concert sorti en 2004.
Hutchence fait aussi un début de carrière dans le cinéma. En 1986, il joue le rôle de Sam, personnage masculin principal dans Dogs in Space (en), film australien de Richard Lowenstein, réalisateur de la plupart des clips d'INXS et ami de Michael. Il est accompagné de Saskia Post qui joue le rôle d'Anna, sa petite amie, décrite par l'actrice comme « une blonde peroxydée fragile en habits op-shop ». Certains événements sont basés sur la vie de Lowenstein lorsqu'il partageait une maison à Melbourne avec son ami Sam Sejavska (chanteur des Beargarden). Hutchence fournit quatre chansons pour la bande-son du film. Fin 1986, avant de commencer à travailler sur un nouvel album d'INXS et faisant une pause de huit mois, la direction du groupe décide d'organiser la tournée Australian Made, une série de grands concerts en plein air à travers le pays. La liste des participants comporte INXS, Jimmy Barnes (Cold Chisel), Models, Divinyls, Mental as Anything, The Triffids et I'm Talking. Pour promouvoir la tournée, Hutchence et Barnes reprennent Good Times du groupe The Easybeats et Barnes co-écrit avec Garry, Andrew, Jon, Michael et Kirk Laying Down the Law. Good Times est utilisée comme thème d'Australian Made et atteint la seconde place des charts australiens. Quelques mois plus tard, la prestation est reprise dans Génération perdue, film de Joel Schumacher.
En octobre 1987, INXS sort Kick. L'album apporte au groupe une célébrité mondiale. Kick est no 1 en Australie, no 3 à l'US Billboard 200 et en France, no 9 au Royaume-Uni et no 15 en Autriche. C'est un album optimiste et assuré qui occupe quatre titres au Top 10 des singles aux États-Unis : New Sensation, Never Tear Us Apart, Devil Inside et no 1 pour Need You Tonight. Selon 1001 Songs : The Great Songs of All Time and the Artists, Stories and Secrets Behind Them, les paroles de Need You Tonight ne sont pas complexes ; c'est la performance de Hutchence où « il chante comme un murmure de chaton (dans le sens de séduisant, aguicheur), se reculant lentement avec l'incroyable convoitise d'un chasseur de tigre dans la nuit » qui rend la chanson « aussi sexy et funky qu'aucun groupe de rock ne l'a jamais été ». Entre 1987 et 1988, le groupe a beaucoup tourné. Le clip du titre Mediate reproduisait le format du clip de Subterranean Homesick Blues par Bob Dylan. En septembre 1988, le groupe balaye les MTV Video Music Awards avec le clip de Need You Tonight/ Mediate gagnant dans cinq catégories.
En 1989, Michael collabore davantage avec Ollie Olsen (musicien norvégien vivant en Australie) pour le projet Max Q (mais reste malgré tout principalement engagé au sein d'INXS), et est rejoint par des membres des précédents groupes d'Olsen, dont Whirlywirld, No et Orchestra of Skin and Bone. Ils sortent un album éponyme et trois singles, Way of the World, Sometimes et Monday Night by Satellite. Max Q se sépare en 1990. Max Q montre Hutchence explorant le côté sombre de sa musique et, avec Olsen, il crée « l'un des albums de musique dance les plus innovants de la décennie ». Hutchence écrit la plupart de la musique et fourni, toujours d'après 1001 Songs : The Great Songs of All Time and the Artists, Stories and Secrets Behind Them, « une performance extraordinaire […] c'était l'une des déclarations les plus significatives que Michael Hutchence devait faire ». En 1990, il fait une apparition dans le film de série B britannique Frankenstein Unbound dont l'acteur principal est John Hurt et participe également à d'autres films.
L'année suivante sort X, dernier album du groupe à connaître un succès international majeur avec des chansons telles que Suicide Blonde et Disappear. Suicide Blonde est no 2 en Australie et no 11 au Royaume-Uni (no 23 en France). Hutchence, avec Andrew Farriss, écrit la chanson d'après Kylie Minogue, sa petite amie de l'époque, qui a utilisé l'expression « suicide blonde » (blonde suicidaire) pour décrire son look lorsqu'elle jouait dans le film The Delinquents en 1989 ; le film dépeint Minogue portant une perruque blonde platine. Il remporte le prix du « Meilleur artiste international » lors des Brit Awards en 1991, INXS remportant le prix du groupe.
Les ventes d'INXS décroissent ensuite, particulièrement aux États-Unis, en dépit de l'assez bon accueil critique des albums Welcome to Wherever You Are (1992) et Full Moon, Dirty Hearts (1993). Le groupe ne fait pas de tournée pour le premier. Les sessions d'enregistrement de Full Moon, Dirty Hearts sont particulièrement éprouvantes, puisque le chanteur s'en prend successivement à tous les autres membres du groupe. En effet, en 1992, Michael Hutchence est victime d'une agression lors d'un séjour à Copenhague, et est ensuite impliqué dans une bagarre dont il sort sérieusement blessé, perdant le goût et l'odorat. Il passe deux semaines à l'hôpital puis s'enfonce dans la dépression ; son état s'aggrave au fil des années .

#### Fin de carrière
Après l'album de 1993, le groupe prend le temps de se reposer et d'être avec leurs familles, tandis qu'Hutchence reste aux yeux du public à travers ses romances. Il commence à travailler sur un album solo au milieu des années 1990.
Après une période d'inactivité et des sorties d'albums qui reçoivent des critiques tièdes, INXS enregistre le 10e album officiel du groupe, Elegantly Wasted, en 1996, produit par Bruce Fairbairn et Andrew Farriss. L'album sort mi-avril 1997. Le succès commercial international est mitigé. C'est le dernier album auquel Michael Hutchence participe.

### Dépression et suicide
Michael Hutchence est retrouvé pendu dans une chambre d'hôtel de Sydney, le 22 novembre 1997. Le légiste de la Nouvelle-Galles du Sud procède à une autopsie révélant la présence d'alcool et d'antidépresseurs, et déclare, au vu de ses antécédents et des circonstances, qu'il est très clair que Michael Hutchence s'est suicidé.
Trois ans après, la famille Hutchence fait porter la responsabilité de cet acte à Paula Yates, qui l'aurait poussé à bout en menaçant elle-même de façon régulière de mettre fin à ses jours. La version défendue depuis 1999 par Paula Yates, et que cette dernière expose dans une interview au magazine télévisé britannique 60 Minutes, veut que la mort d'Hutchence résulte d'un jeu autoérotique qui aurait mal tourné. Le 17 septembre 2000, Paula Yates est elle-même retrouvée morte d'une overdose d'héroïne, considérée comme accidentelle.
En 2001, Richard Lowenstein lui dédie son film He Died with a Felafel in His Hand.
Le décès de Michael Hutchence ne met pas fin à la carrière du groupe INXS, qui sort des inédits ainsi qu'un nouvel album studio et fait plusieurs tournées mondiales au cours des années 2000-2010. Le groupe se sépare finalement le 12 novembre 2012, soit presque quinze ans jour pour jour après la mort du chanteur emblématique.
Vingt ans après sa mort, en novembre 2017, son nom — ainsi que celui du groupe — apparait dans les révélations des Paradise Papers.

### Vie privée
Michael Hutchence sort avec Michele Bennett, une productrice, dans les années 1980. Après sept ans ensemble, ils se séparent. Michele serait la dernière personne ayant parlé à Hutchence et reste sa confidente après leur séparation.
Il vit ensuite une relation de trois ans avec Rosanna Crash, mannequin, durant les années 1980.
Avant que Kylie Minogue et Michael Hutchence ne se rencontrent, la jeune Australienne est à l'écran comme à la ville avec son partenaire du soap australien Neighbours (Les Voisins), Jason Donovan. Michael et Kylie se rencontrent en 1989 et elle quitte Jason pour son idole : « C'était déjà assez dur de la voir avec quelqu'un d'autre, mais elle l'a fait pour le plus génial des dieux du rock de cette époque. » Il a une relation passionnelle avec la chanteuse australienne et déclare, à l'époque, que son passe-temps préféré consiste à « corrompre Kylie ». Il écrit le titre Suicide Blonde pour son groupe, en référence à cette dernière. Leur histoire se termine quand Hutchence rencontre Helena Christensen, mannequin et Miss Danemark 1986, lors d'un défilé qu'il est venu voir avec Kylie. Leur relation dure jusqu'en 1995.
Enfin, il vit une dernière relation avec Paula Yates, alors toujours mariée à Bob Geldof. Yates se sépare de son mari après que sa relation avec Hutchence a été éventée par la presse britannique et le 22 juillet 1996, elle donne naissance à la fille unique de Hutchence, Heavenly Hiraani Tiger Lily. La relation entre Yates et Hutchence est orageuse : elle demande le divorce à Bob Geldof, qui finit par l'accepter, mais obtient en contrepartie la garde de leurs trois filles. À partir de là, Michael Hutchence est victime de pressions de la part de Bob Geldof et Paula Yates : le premier souhaite le retour de sa femme ; la seconde, en pleine dépression elle aussi, menace de l'empêcher de voir sa fille.

## Talent artistique
En 2013, News.com.au classe Michael Hutchence 4e dans la liste des « quinze meilleurs chanteurs australiens de tous les temps ». Billboard décrit Hutchence comme « charismatique », avec un « ronronnement séduisant et [une] souplesse, une présence scénique magnétique ». Paul Donoughue d'ABC.net.au écrit qu'il avait « une voix phénoménale - d'humeur changeante, sexuelle et dynamique, capable de passer sans effort de fragile à arrogant. ». En regardant un concert d'INXS, Dave Simpson de The Guardian écrit : « Regarder Hutchence, cheveux ébouriffés, balançant son entrejambe, un sourire espiègle rampant à jamais sur son visage coriace, je me suis aperçu qu'était un homme né sur scène, vivant et aimant chaque minute ». Toby Creswell, biographe de Michael Hutchence, affirme que « Hutchence était, sans aucun doute, l'un des plus grands frontmen — il a exprimé la musique d'une manière dynamique que peu d'autres pouvaient ».